# 博苏克-乌拉姆定理
博苏克-乌拉姆定理表明，任何一个从n维球面到欧几里得n维空间的连续函数，都一定把某一对对蹠点映射到同一个点。
n = 2的情形，就是说在地球的表面上，一定存在一对对蹠点，它们的温度和气压相同。这里假设了温度和气压的变化是连续的。
这个定理首先由乌拉姆猜想。1933年，Karol Borsuk证明了该定理。从博苏克-乌拉姆定理可以推出布劳威尔不动点定理。
一个关于博苏克-乌拉姆定理的更强的陈述，是每一个保持对蹠点的映射
{\displaystyle f:\mathbb {S} ^{n}\to \mathbb {S} ^{n}}
都具有奇次数。

## 推论
- Rn的任何子集都不与Sn同胚。
- 如果用n + 1个开集来覆盖球面Sn，那么其中一定有一个开集含有一对对蹠点（与博苏克-乌拉姆定理等价）。
- 火腿三明治定理（对于任何Rn内的紧集{\displaystyle A_{1},\ldots ,A_{n}}，我们总可以找到一个超平面，把每一个紧集都分成两个具有相同测度的子集）。